# Nathan Dyer
Nathan Antone Jonah Dyer (sinh ngày 29 tháng 11 năm 1987) là một cựu cầu thủ bóng đá người Anh chơi ở vị trí tiền vệ cánh,dành phần lớn thời gian trong sự nghiệp chơi cho câu lạc bộ Swansea City - đội bóng mà anh đã chơi hơn 300 trận.
Anh sinh ra ở Trowbridge, Wiltshire. Cha anh là một vận động viên cricket và mẹ anh là một vận động viên thể thao.Anh bắt đầu sự nghiệp của mình ở Học viện bóng đá Southampton và đã được lên chơi cho đội một Southampton,sau đó anh tới Sheffield United (cho mượn) và Swansea City.Dyer đã cùng Swansea vô địch chiếc cúp Liên đoàn đầu tiên trong lịch sử câu lạc bộ.Mùa giải 2015-2016,anh cùng đội bóng Leicester City vô địch Giải bóng đá ngoại hạng Anh mùa giải 2015-2016

## Thống kê sự nghiệp
| Câu lạc bộ              | Mùa giải            | Giải đấu            | Giải đấu | Giải đấu | FA Cup | FA Cup | League Cup | League Cup | Khác | Khác | Tổng cộng | Tổng cộng |
| Câu lạc bộ              | Mùa giải            | Hạng                | Trận     | Bàn      | Trận   | Bàn    | Trận       | Bàn        | Trận | Bàn  | Trận      | Bàn       |
| ----------------------- | ------------------- | ------------------- | -------- | -------- | ------ | ------ | ---------- | ---------- | ---- | ---- | --------- | --------- |
| Southampton             | 2005–06             | Championship        | 17       | 0        | 3      | 0      | 2          | 1          | —    | —    | 22        | 1         |
| Southampton             | 2006–07             | Championship        | 18       | 0        | 0      | 0      | 3          | 1          | —    | —    | 21        | 1         |
| Southampton             | 2007–08             | Championship        | 17       | 1        | 0      | 0      | 1          | 0          | —    | —    | 18        | 1         |
| Southampton             | 2008–09             | Championship        | 4        | 0        | 0      | 0      | 1          | 0          | —    | —    | 5         | 0         |
| Southampton             | Tổng cộng           | Tổng cộng           | 56       | 1        | 3      | 0      | 7          | 2          | 0    | 0    | 63        | 3         |
| Burnley (mượn)          | 2008–09             | Championship        | 5        | 2        | 0      | 0      | 0          | 0          | —    | —    | 5         | 2         |
| Sheffield United (mượn) | 2008–09             | Championship        | 7        | 1        | 0      | 0      | 0          | 0          | —    | —    | 7         | 1         |
| Swansea City (mượn)     | 2008–09             | Championship        | 17       | 2        | 4      | 1      | 0          | 0          | —    | —    | 21        | 3         |
| Swansea City            | 2009–10             | Championship        | 40       | 2        | 0      | 0      | 2          | 0          | —    | —    | 42        | 2         |
| Swansea City            | 2010–11             | Championship        | 46       | 2        | 1      | 0      | 2          | 0          | 3    | 0    | 52        | 2         |
| Swansea City            | 2011–12             | Premier League      | 34       | 5        | 2      | 1      | 0          | 0          | —    | —    | 36        | 6         |
| Swansea City            | 2012–13             | Premier League      | 37       | 3        | 2      | 0      | 5          | 3          | —    | —    | 44        | 6         |
| Swansea City            | 2013–14             | Premier League      | 27       | 6        | 1      | 0      | 0          | 0          | 9    | 0    | 37        | 6         |
| Swansea City            | 2014–15             | Premier League      | 32       | 3        | 2      | 1      | 3          | 1          | 0    | 0    | 37        | 5         |
| Swansea City            | 2015–16             | Premier League      | 1        | 0        | 0      | 0      | 1          | 1          | 0    | 0    | 2         | 1         |
| Swansea City            | 2016–17             | Premier League      | 8        | 0        | 1      | 0      | 1          | 0          | 0    | 0    | 10        | 0         |
| Swansea City            | 2017–18             | Premier League      | 24       | 0        | 6      | 3      | 0          | 0          | 0    | 0    | 30        | 3         |
| Swansea City            | 2018–19             | Premier League      | 22       | 2        | 2      | 1      | 0          | 0          | 0    | 0    | 24        | 3         |
| Swansea City            | 2019–20             | Premier League      | 10       | 1        | 1      | 0      | 1          | 0          | 0    | 0    | 12        | 1         |
| Swansea City            | Tổng cộng           | Tổng cộng           | 298      | 26       | 22     | 7      | 15         | 5          | 12   | 0    | 347       | 38        |
| Leicester City (mượn)   | 2015–16             | Premier League      | 12       | 1        | 2      | 0      | 0          | 0          | 0    | 0    | 14        | 1         |
| Tổng cộng sự nghiệp     | Tổng cộng sự nghiệp | Tổng cộng sự nghiệp | 378      | 31       | 27     | 7      | 22         | 7          | 12   | 0    | 439       | 45        |

## Danh hiệu
Swansea City
- Football League Cup: 2012–13
- Football League Championship play-offs: 2011

Leicester City
- Premier League: 2015–16[4]